# Takako Ebata
Pour les articles homonymes, voir Ebata.
Takako Ebata (江端貴子, Ebata Takako), née le 22 décembre 1959, est une femme politique japonaise, représentant Tokyo à la Chambre des représentants du Japon pour le Parti démocrate japonais. 

## Jeunesse et carrière pré-électorale
Ebata naît le 22 décembre 1959, à Tokyo. Après avoir effectué des études supérieures en chimie à l'université nationale de Yokohama, elle poursuit son cursus en effectuant un Master of Business Administration au MIT. 
Au terme de ses études, elle prend la direction d'Astellas Pharma, une entreprise pharmaceutique, en plus d'un poste de professeure à l'université de Tokyo. 

## Carrière électorale
Après plusieurs tentatives infructueuses, Ebata se représente dans la dixième circonscription de Tokyo, avec l'investiture du Parti démocrate du Japon lors des élections législatives japonaises de 2009. Elle affronte à cette occasion Yuriko Koike, personnalité du Parti libéral-démocrate ayant déjà fait partie de plusieurs cabinets gouvernementaux,. Elle remporte l'élection, et fait son entrée à la Diète du Japon,. Elle fait partie d'un groupe de politiciens japonais appelées les « Enfants d'Ozawa (ja) », et plus spécifiquement les « Filles d'Ozawa », des jeunes femmes politiques initiées à la politique par Ichirō Ozawa, président du PDJ jusqu'en 2009. Ce terme fait référence aux Enfants de Koizumi, équivalent du Parti libéral-démocrate au pouvoir jusqu'en 2009.
Ebata est candidate à sa réélection lors des élections législatives de 2012, mais est cette fois battue par Yuriko Koike.
Lors des élections législatives japonaises de 2014, elle tente de faire un retour à la Diète, toujours dans la dixième circonscription de Tokyo, mais sans succès.

## Prises de position
Ebata se déclare opposée à une révision de la Constitution antimilitariste japonaise, révision soutenue par le Parti libéral-démocrate. Elle est également fermement opposée aux politiques Abenomics.
Fortement opposée à la reprise des activités des centrales nucléaires japonaises, elle lutte contre l'utilisation de l'énergie nucléaire, qu'elle soit militaire ou civile.
Ebata se déclare strictement opposée à la visite des politiques au sanctuaire Yasukini, sanctuaire shinto, considéré par certains comme l'un des symboles du passé colonialiste du Japon et des nationalistes. Elle estime également qu'il ne faut pas revenir sur la déclaration Murayama, exprimant des excuses officielles du Japon pour les souffrances qu'il a infligées lors du XXe siècle. Enfin, elle milite pour un rapprochement avec la Chine.